# Janez Frančišek Gnidovec
Janez Frančišek Gnidovec, slovenski škof, lazarist in kandidat za svetnika, * 29. september 1873, Veliki Lipovec, † 3. februar 1939, Ljubljana.

## Življenje
Rodil se je očetu Jožefu in materi Jožefi (roj. Pust).
Mašniško posvečenje je prejel 23. julija 1896. Nato je služboval kot kaplan v Idriji in Vipavi, po nekaj letnem študiju postal profesor pripravnik na Gimnaziji Kranj, zatem pa profesor in prvi ravnatelj Škofijske gimnazije v Šentvidu nad Ljubljano. Škofovsko posvečenje je prejel 30. novembra 1924, pastirsko službo pa je opravljal kot škof Škofije Skopje s sedežem v Prizrenu.

## Postopek za priznanje svetništva
O njegovem svetništvu je pričevala tudi sveta Mati Terezija, ki je rekla:
»Naš škof Gnidovec je bil svetnik. Vsi smo ga klicali s tem imenom. Bil je pravi duhovnik po Jezusovem Srcu; blagega in ponižnega srca. Ko sem odhajala v misijone, je zame maševal, obhajal me je, me blagoslovil in rekel: »V misijone greste. Dajte Jezusu vse, samo Zanj živite, bodite samo Njegova, samo Njega ljubite, samo Zanj se žrtvujte. Naj vam bo Jezus vse v vašem življenju«. Prepričana sem, da prosi zame in da imam v njem pri Jezusu zaščitnika.«
Škofijski preiskovalni postopek se je pričel 8. februarja 1978, s čemer je Gnidovec prejel uradni naziv Božji služabnik. Po zaključku postopka v Rimu je Kongregacija za zadeve svetnikov Gnidovcu priznala herojske kreposti in mu 27. marca 2010 podelila naziv Častitljivi Božji služabnik. Tako je Gnidovec poleg Friderika Barage in Vendelina Vošnjaka eden izmed treh Slovencev s tem nazivom. 16. maja 2023 je bilo na Škofiji Skopje sklepno zasedanje o ugotavljanju domnevnega čudeža na priprošnjo Gnidovca. Postulator Giuseppe Guerra CM je o čudežu zapisal: »Gre za ugotavljanje čudeža v primeru gospe iz Severne  Makedonije, nedaleč od Skopja, kjer je bil častitljivi Gnidovec škof in misijonar, ki je v prometni nesreči 3. februarja 2021, na obletnico Gnidovčeve smrti, dobila hude poškodbe notranjih organov in so jo hudo poškodovano prepeljali v bolnišnico. Zaradi molitev zanjo k častitljivemu J. F. Gnidovcu je po poškodbah, ki so jih zdravniki označili  za  smrtne  in  brez  upanja  na  ozdravitev,  ozdravela in je brez znamenj ali brazgotin na notranjih organih, ki bi kazala, kaj se je zgodilo. To daje misliti na nerazložljivo ozdravitev.«